# Qiandeng

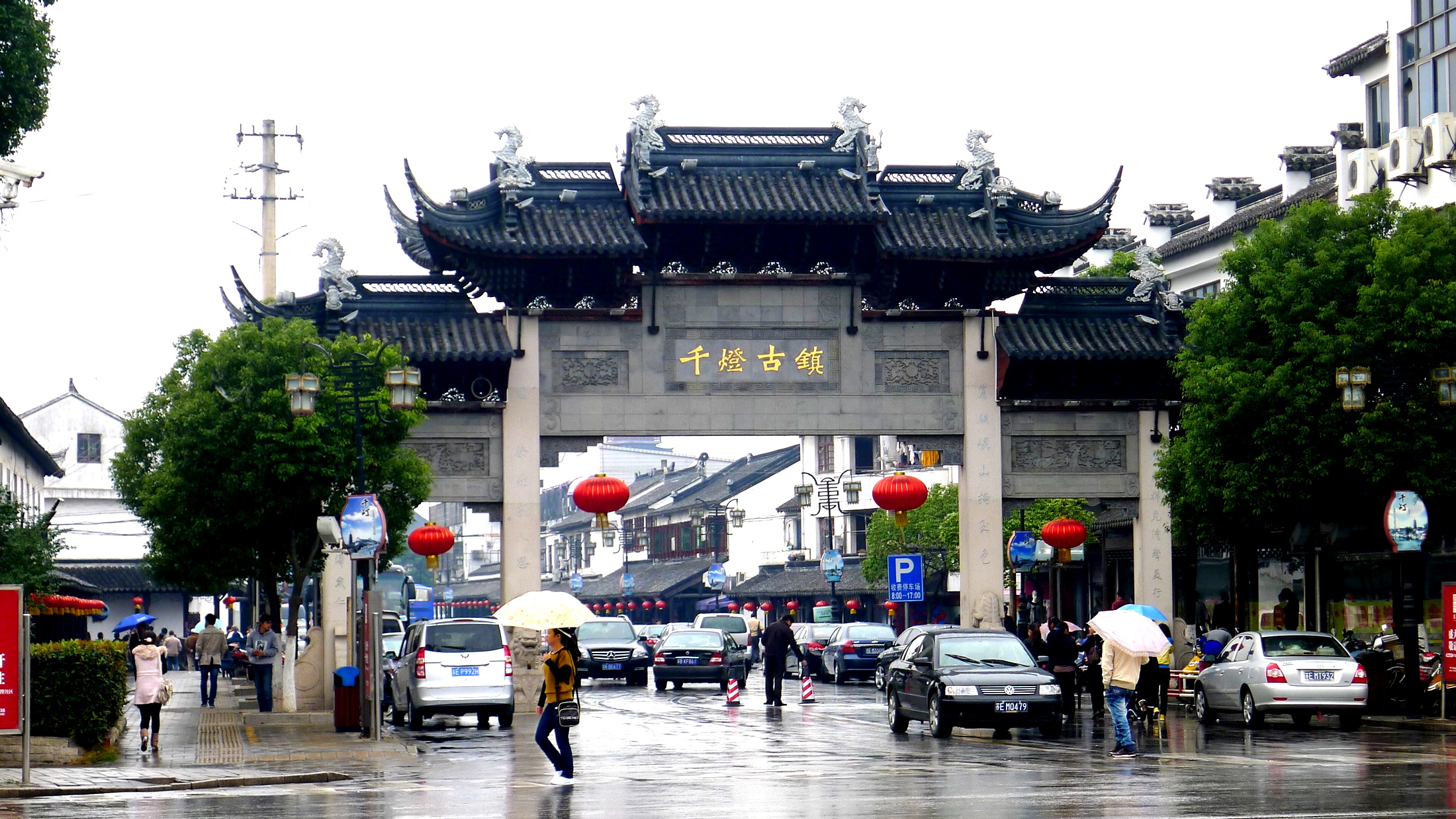
Qiandeng

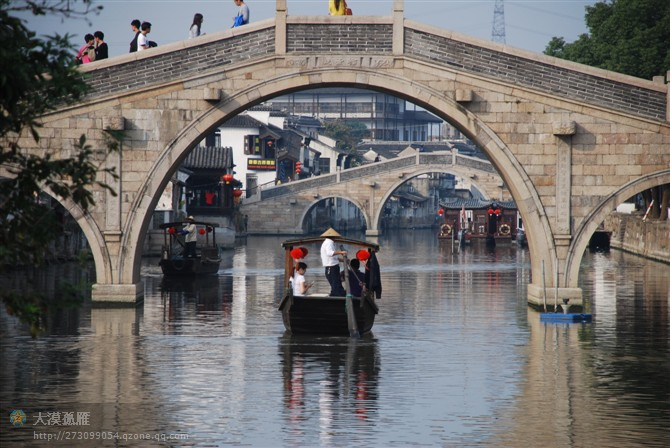
Brücken in Qiandeng

Qiandeng (chinesisch 千灯镇, Pinyin Qiāndēng Zhèn), auch Qiandun, ist ein altes Wasserdorf, das zur Stadt Kunshan in der Provinz Jiangsu in China gehört. Es liegt 35 Kilometer von Suzhou entfernt. Qiandeng hat eine Fläche von 84 Quadratkilometern und etwa 120.000 Einwohner. Vom internationalen Flughafen Shanghai Pudong ist es 95 Kilometer entfernt.

## Geschichte
Qiandeng hat mehr als 2000 Jahre Kultur und Geschichte und gilt als der Ursprungsort der Kun-Oper. Sieben Bogenbrücken aus der Ming- und Qing-Dynastie befinden sich am Fluss. Der gesamte Ort ist in weißer und schwarzer Farbe gekalkt.

## Sehenswürdigkeiten
- Das Pfandhaus der Familie Yu Ein antikes chinesisches Pfandhaus, das Pfandhaus der Familie Yu, ist hier zu sehen.
- Gujian Museum Gujian war ein berühmter chinesischer Oper-Meister zum Ende der Yuan-Dynastie und zum Beginn der Ming-Dynastie. In diesem Museum kann man die von Gujian geschriebenen Opern sehen.
- Das Wohnhaus von Guyanwu Guyanwu war ein Dichter und Historiker am Ende der Ming-Dynastie. Seine Residenz enthält drei Teile, die Häuser von Gu, den Erinnerungstempel der Familie Gu und den Garten Gu.
- Steinplattenweg Dieser Steinplattenweg ist ein typischer Ming- und Qing-Dynastie-Steinplattenweg. Die Hauptstrecke dieses aus 2072 rötlichen Steinen gelegten Weges ist 800 Meter lang.
- Drei Brücken unter dem Mond Diese drei Brücken gehen auf drei unterschiedliche Dynastien zurück. Die Brücke im Osten wurde in der Ming-Dynastie erbaut, die im Westen liegende in der Song-Dynastie und die dritte und jüngste der Brücken wurde in der Qing-Dynastie errichtet.